# John Ulrich
John Ulrich (Evans City (Pennsylvania), 15 maart 1922 – Columbus (Ohio), 21 mei 2008) was een Amerikaans componist, muziekpedagoog, pianist, vibrafonist en trompettist.

## Biografie
Al op 12-jarige leeftijd begon John Ulrich met zijn instrumenten piano, vibrafoon en trompet in orkesten te spelen. Ulrich  studeerde van 1940 tot 1943 en van 1946 tot 1947 aan de Capital University in Bexley (Ohio), en behaalde zijn Bachelor of music education. 
Na zijn studie speelde hij in verschillende orkesten, zoals het George Towne Orchestra in Columbus van 1955 tot 1960. Samen met Clyde McCoy musiceerde hij aan de New York City Roundtable in 1960. Hij was samen met Muggsy Spanier lid van het Don Goldie Quartett en bereisde het zuidwesten van de Verenigde Staten. Voor de Jackie Gleason Show speelde hij samen met Pee Wee Hunt, Dick Baars en Phil Napoleon in Fort Lauderdale en Miami, Florida. 
Naast zijn medewerking in verschillende Bands was hij ook dirigent en componist. Voor piano heeft hij een methode publiceert en hij schreef verschillende werken voor harmonieorkest.
John J. Ulrich overleed in 2008 op 86-jarige leeftijd.

## Composities

### Werken voor harmonieorkest
- Bamboula
- Flora MacDonald, Polonaise
- Air de Ballet
- Lied, duo voor cornet en harmonieorkest
- Scotch Ballet